# Klarobelia
Klarobelia is een geslacht uit de familie Annonaceae. De soorten uit het geslacht komen voor van in Panama tot in tropisch Zuid-Amerika.

## Soorten
- Klarobelia anomala (R.E.Fr.) Chatrou
- Klarobelia candida Chatrou
- Klarobelia cauliflora Chatrou
- Klarobelia inundata Chatrou
- Klarobelia lucida (Diels) Chatrou
- Klarobelia megalocarpa Chatrou
- Klarobelia napoensis Chatrou
- Klarobelia pandoensis Chatrou
- Klarobelia peruviana (R.E.Fr.) Chatrou
- Klarobelia pumila Chatrou
- Klarobelia rocioae Chatrou
- Klarobelia stipitata Chatrou
- Klarobelia subglobosa Chatrou